# トム・ブラウン (イギリス軍人)
トム・ブラウン (Tom Brown) の愛称で知られた、サー・トマス・ブラウン (Thomas Brown、1705年 – 1746年）は、現在のイングランド北部にあるノース・ヨークシャーのレッドカー・アンド・クリーヴランド (Redcar and Cleveland) に位置するクークレザム (Kirkleatham) に生まれたグレートブリテン王国の兵士、オーストリア継承戦争の最中にバイエルン選帝侯領で1743年6月27日に行なわれたデッティンゲンの戦いの英雄。この戦いは、イギリスの君主（当時はジョージ2世）が、自ら軍勢を率いて戦いに臨んだ最後の戦闘であった。ブラウンは、第3近衛軽騎兵連隊（ブランド連隊）(3rd The King's Own Hussars (Bland's Hussars)) の二等兵としてこの戦いに臨んだ。ブラウンは、騎乗していた馬を2頭殺され、左手の指を2本失いながら、連隊旗が敵に奪われたのを見て、乱戦のまっただ中に馬を全速で駆け入れ、連隊旗を奪還した。その際、さらに顔面、頭部、首に8か所の刀傷を追い、背中に弾丸を2発受け、さらに額から右肘に至る刀傷も負った。さらに、鼻の一部も切り落とされた。
ジョージ2世は戦場において、ブラウンにナイト・バネレット（knight banneret：武勇により栄誉を与えられた騎士、直訳すれば「旗持ち騎士」）としてナイトの称号を与えたが、これはこの勲位が与えられた最後の事例となった。
ブラウンは、年30シリングの年金を与えられ、故郷に近いノース・ヨークシャーのヤーム (Yarm) に引退した後、1746年にヤームで没し、当地の聖メアリ＝マグダレーン教会 (St Mary Magdalene's church) の墓地に埋葬された。ブラウンの墓は現存しており、1968年には近衛軽騎兵によってコモンウェルス戦争墓地委員会の標石のレプリカが目印として設置された。
1755年には、記念樹がクークレザムの生家跡に植えられ、今も「トム・ブラウンの木 (Tom Browns Tree)」として現存している。